# Fiqri Hasanaga
Fiqri Hasanaga (ur. 1953 w Ulcinju, zm. 2008 tamże) – jugosłowiański i czarnogórski muzykolog pochodzenia albańskiego, także kompozytor, wokalista i tekściarz.

## Życiorys
Karierę muzyczną zaczął w wieku 10 lat, kształcił się początkowo w Podujevie, następnie ukończył szkołę muzyczną w Prisztinie. Opanował grę na gitarze i na mandolinie.
Założył zespół muzyczny o nazwie Kllapa, a w 1987 roku nawiązał współpracę z Radiem Ulcinj, w którym pracował jako redaktor muzyczny. Zmarł w 2008 roku w Ulcinju.

## Upamiętnienie
W 2015 roku jego imieniem nazwano jedną z ulic w Ulcinju.